# Andrei Pleșu
Andrei Gabriel Pleșu (nascido em 23 de agosto de 1948) é um filósofo, ensaísta, jornalista, crítico literário e de arte romeno. Esteve intermitentemente envolvido na política assumindo as funções de Ministro da Cultura (1989-1991), Ministro das Relações Exteriores (1997-1999) e conselheiro presidencial para assuntos externos (2004-05).

## Obras

### Volumes impressos
- On Angels - Exposition for a Post Modern World (in English), Cross Meridian / Berlin University Press, 2012
- Călătorie în lumea formelor ("Journey to the world of forms"), Meridiane, 1974
- Pitoresc și melancolie ("The Picturesque and melancholy"), Univers, 1980
- Francesco Guardi, Meridiane, 1981
- Ochiul și lucrurile ("The eye and things"), Meridiane, 1986
- Minima moralia ("The moral minimum"), Cartea românească, 1988
- Dialoguri de seară ("Evening dialogues"), Harisma, 1991
- Jurnalul de la Tescani ("The Tescani journal"), Humanitas, 1993
- Limba păsărilor ("The language of birds"), Humanitas, 1994
- Chipuri și măști ale tranziției ("Faces and masks of the transition"), Humanitas, 1996
- Transformări, inerții, dezordini. 22 de luni după 22 decembrie 1989 ("Transformations, inertias, disorders". 22 months after December 22, 1989"), co-authors Petre Roman and Elena Ștefoi), Polirom, 2002
- Despre îngeri ("On angels"), Humanitas, 2003
- Obscenitatea publică ("Public obscenity"), Humanitas, 2004
- Comedii la porțile Orientului ("Comedies at gates of the Orient"), Humanitas, 2005
- Despre bucurie în Est și în Vest și alte eseuri ("About Joy in East and West and other essays"), Humanitas, 2006. Editado em português:

Da Alegria no Leste Europeu e na Europa Ocidental
. Trad. Elpídio Mário Dantas Fonseca. São Paulo, É Realizações, 2013.
- Despre frumusețea uitată a vieții ("About the Forgotten Beauty of Life"), Humanitas, 2011
- Parabolele lui Iisus. Adevarul ca poveste ("Jesus’ parables. The truth as story"), Humanitas, 2012

### Livros de áudio
- Despre îngeri ("On angels") Humanitas, 2003, 2005
- Comédii la portile Orientului ("Comedies at gates of the Orient"), Humanitas, 2005
- Un alt fel de Caragiale ("A different Caragiale"),  Humanitas, 2006
- Despre bucurie în Est și în Vest și alte eseuri ("About Joy in East and West and Other Essays"), Humanitas, 2006